# Tyler Yates
Tyler Kali Yates, né le 7 août 1977 à Lihue (Hawaï), est un joueur américain de baseball évoluant dans la Ligue majeure de baseball avec les Pittsburgh Pirates. Après la saison 2010, son bilan en carrière est de 12 victoires et 17 défaites.

## Carrière
Après des études universitaires à l'University d'Hawaï à Hilo, Tyle Yates est drafté le 2 juin 1998 par les Athletics d'Oakland. Encore joueur de Ligues mineures, il est transféré le 14 décembre 2001 chez les Mets de New York à l'occasion d'un échange avec Mark Guthrie contre David Justice.
Il débute en Ligue majeure le 9 avril 2004 sous les couleurs des Mets. Devenu agent libre après la saison 2005, il signe le 3 mai 2006 chez les Braves d'Atlanta après un rapide crochet par les Orioles de Baltimore où il effectue l'entraînement de printemps 2006.
Il rejoint les Pirates de Pittsburgh le 26 mars 2008 à l'occasion d'un échange contre Todd Redmond, joueur de Ligues mineures.